# Förvaltningsberättelse
En förvaltningsberättelse är en del av en årsredovisning och upprättas i Sverige för aktiebolag, ekonomiska föreningar och stiftelser. Förvaltningsberättelsen skall ge en översikt av verksamhet, ställning och resultat. 
Till exempel skall det framgå om det hänt viktiga saker under räkenskapsåret, förväntningar inför framtiden, risker och osäkerhetsfaktorer, upplysningar om miljö- och personalfrågor.